# Olena Potapova
Olena Potapova (ukrainien : Олена Михайлівна Потапова), né le 16 février 1930 à Samara est une danseuse et chorégraphe ukrainienne.

## Biographie
Née à Samara, sa famille s'installe en 1946 à Kiev où elle étudie la danse à l'Opéra national d'Ukraine. Elle y est soliste en 1948 puis répétitrice en 1977. Elle a fait de nombreuses tournées à l'étranger. Pour ses quatre-vingt ans elle dansait La Belle au bois dormant.

## Récompenses

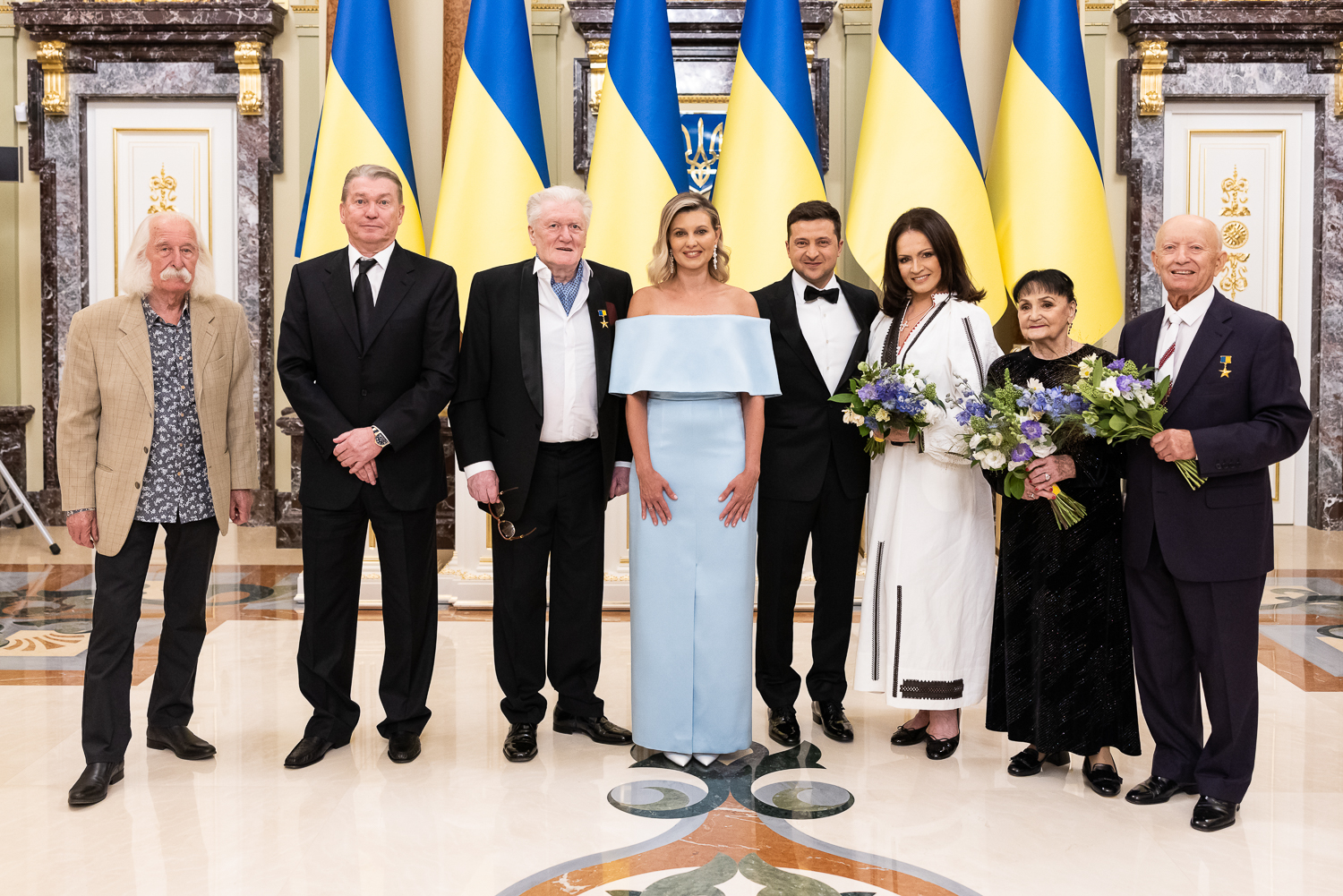
Olena lors de la cérémonie du 22 août 2021 en compagnie de Sofia Rotaru, Oleg Blokhine, Ivan Martchouk et le couple présidentiel.

Elle est une artiste très récompensée :
- Artiste du peuple de l'URSS
- Légende nationale d'Ukraine
- Artiste du peuple de la RSS d'Ukraine
- Ordre de la princesse Olga.